# Pinole
Pinole város az Amerikai Egyesült Államok Kalifornia államában, Contra Costa megyében. Lakosainak száma 19 022 fő (2020. április 1.).

## Népesség
A település népességének változása:

| 2010 | 18 390 |
| 2020 | 19 022 |